# Gleichwie der Regen und Schnee vom Himmel fällt
Gleichwie der Regen und Schnee vom Himmel fällt (Comme la pluie et la neige descendent des cieux) (BWV 18), est une cantate religieuse de Johann Sebastian Bach. Elle est composée pour le dimanche de la Sexagésime à partir d'un texte de Erdmann Neumeister d'un recueil publié en 1711 pour la cour d'Eisenach et qui cite Isaïe 55, 10-11 et le psaume 118.

## Histoire et livret
L’œuvre intervient relativement tôt dans la chronologie de composition des cantates de Bach. Elle a été composée pour le dimanche 19 février 1713. Bach travaille pour la cour de Weimar à partir de 1708. Le 2 mars 1714, il est nommé premier violon de la chapelle de la cour de Weimar des ducs corégnants Wilhelm Ernst et Ernst August de Saxe-Weimar. En tant que maître de chapelle, il a pour principale responsabilité la composition de nouvelles œuvres, spécifiquement des cantates, pour la Schloßkirche (« église du château ») tous les mois. Bach compose cette cantate pour le deuxième dimanche avant le mercredi des cendres, appelé Sexagésime. Pour cette destination liturgique, deux autres cantates ont franchi le seuil de la postérité : les BWV 126 et 181. Les lectures prescrites pour ce dimanche sont tirées de la deuxième épître aux Corinthiens, « La puissance de Dieu est puissant dans la faiblesse » (11, 19,–12:9) et de l'évangile selon Luc, la parabole du semeur (8,4,–15).
Le cantate est basé sur un texte de Erdmann Neumeister écrit pour la cour d'Eisenach et publié à Gotha en 1711 dans la collection Geistliches Singen und Spielen (« Chants et jeux sacrés »), mis en musique par Georg Philipp Telemann. Le texte cite Isaïe dans le second mouvement, « Car ainsi que la pluie tombe vers le bas et la neige descend des cieux, ... Ainsi en est-il de ma parole ... » (55, 10,–11), liée à l'évangile sur la parole de Dieu relativement aux semences. Dans le troisième mouvement, le poète associe les avertissements des dangers à la parole de Dieu dans le style d'un sermon de quatre vers de prière d'une litanie de Martin Luther (et le psaume 118. Le choral de clôture est la quatrième strophe du cantique de Lazarus Spengler Durch Adams Fall ist ganz verderben (1524),.
La cantate apparaît relativement tôt dans la chronologie des compositions de cantates de Bach. Elle a été entendue le 19 février 1713 à la chapelle ducale. Christoph Wolff écrit : « Le matériel de représentation original a survécu et nous permet de dater le travail de 1713 ». Bach dirige la cantate de nouveau à Leipzig en 1724, avec une partition élargie dans une clé différente. Elle est ensuite probablement exécutée dans le même service que la cantate Leichtgesinnte Flattergeister BWV 181, nouvellement composée.

## Structure et instrumentation
L'œuvre est écrite pour deux flûtes à bec, basson, quatre altos, violoncelle et continuo. On peut noter que l'instrumentation est similaire à celle du concerto brandebourgeois no 6, écrite également sans violons.
La cantate comprend cinq mouvements :
1. Sinfonia, écrite en 6 / 4, en sol mineur. Comme plusieurs des cantates de Bach - surtout les plus anciennes - celle-ci commence avec une sinfonia instrumentale. La forme est celle d'une chaconne souple, divisée en épisodes, dans la forme da capo;

1. Sinfonia
2. Recitativo (bass): Gleichwie der Regen und Schnee vom Himmel fällt
3. Recitativo e chorale (litany) (tenor, bass, choir): Mein Gott, hier wird mein Herze sein – Du wollest deinen Geist und Kraft
4. Aria (Soprano): Mein Seelenschatz ist Gottes Wort
5. Chorale: Ich bitt, o Herr, aus Herzensgrund

## Musique

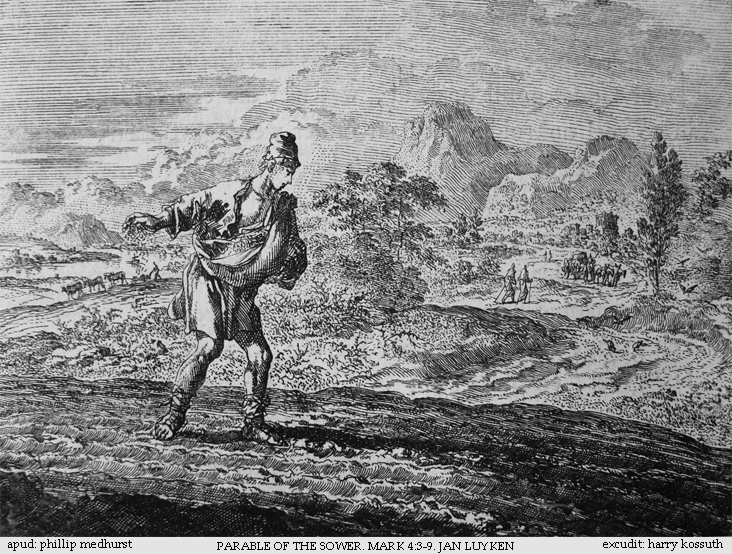
Parabole du semeur, gravure de Jan Luyken

Les clés de cette section se rapportent à la version de Weimar, bien que l'enregistrement par Masaaki Suzuki avec les commentaires de Klaus Hofmann, utilise les clefs de Leipzig. Hofmann note « le caractère luthérien » de l'œuvre, citant la litanie de Luther insérée dans le troisième mouvement et la considère comme une « étude de récitatif qui explore le récitatif secco de l'opéra italien introduit par Erdmann Neumeister et aussi l'accompagnato avec un riche accompagnement instrumental. Gardiner trouve les trois cantates pour l'occasion portant sur la parole de Dieu, « caractérisées par son imagination picturale vivante, un remarquable sens théâtral et par une musique fraîche et puissante qui s'installe dans la mémoire »
La cantate s'ouvre avec une sinfonia en sol mineur, qui illustre la pluie et de la neige en phrases descendantes. La forme da capo n'est pas sans rappeler à la fois une chaconne et un concerto. Les quatre altos et la basse continue, avec parties spécifiées de basson et violoncelle, créent un son inhabituel, appelé « sonorité magique aux teintes sombres » par Gardiner.
La citation d'Isaï est chantée par la basse, la vox Christi (« voix du Christ »), en un récitatif sec. C'est la première adaptation par Bach d'un récitatif dans une cantate d'église qui ne suit pas les modèles d'opéra mais « une présentation claire du texte dans un style digne et très personnel ».
Le mouvement central est unique dans les cantates de Bach, la soprano du chœur interrompt quatre fois la prière des solistes masculins, suivie d'une conclusion de tout le chœur uns Erhör, lieber Herre Gott! (« Écoute-nous, Seigneur Dieu! »). Les récitatifs sont marqués adagio en mi bémol majeur, tandis que la litanie insérée est présentée de façon spectaculaire (allegro en do mineur). Gardiner compare les images des récitatifs : « tout s'additionne pour donner une description vivante, à la Brueghel, d'une société rurale au travail – le semeur, le glouton, le diable tapi ainsi que les méchants de la pantomime, les Turcs et les papistes ». Il compare le mouvement à l'arrangement du même texte par Telemann et déclare : « D'un autre côté, voici Bach, semblant savourer le contraste entre l'archaïque litanie et son nouveau style récitatif « moderne » dans lequel il donne à ses deux solistes masculins le pouvoir d'exprimer ses engagements personnels de foi et de résolution en face des provocations multiples et des ruses diaboliques, avec des manifestations toujours plus virtuoses de coloratura, des modulations toujours plus étendues et d'extravagantes représentations verbales sur berauben (« voler »), Verfolgung (« persécution ») et irregehen (« errance ») ».
La seule aria pour soprano en mi bémol majeur est accompagnée des quatre altos à l'unisson. La cantate se conclut avec une disposition en quatre parties de la strophe du cantique Spengler, première conclusion typique de nombreuses cantates à venir.

## Source
- (en) Cet article est partiellement ou en totalité issu de l’article de Wikipédia en anglais intitulé « Gleichwie der Regen und Schnee vom Himmel fällt, BWV 18 » (voir la liste des auteurs).